# Ilsida Toemere
Ilsida Toemere (14 maart 1991) is een Surinaams atlete. Ze behoort tot de Surinaamse top op het 10 kilometer hardlopen.

## Biografie

### Jeugd
Ilsida Toemere is een dochter van een inheemse moeder en creoolse vader. Haar grootvader van moederszijde gaf haar bij de geboorte de bijnaam Poppelien, dat mooi betekent. Op 8-jarige leeftijd zagen zij en haar moeder een aantal atleten trainen. Dit trok haar aan en ze meldde zich nog dezelfde middag aan en begon enkele dagen later met trainen. In december van dat jaar (1999) deed ze mee aan een eerste hardloopwedstrijd voor pupillen en won deze.

### Wedstrijden
Ze is gespecialiseerd in met name de 10 kilometer en behoort sinds haar junioren tot de Surinaamse top. In eigen land neemt ze deel aan verschillende wedstrijden, zoals van Telecom in Paramaribo en in Nickerie, de Hakrinbank en de nieuwjaarsklassieker Bigi Broki Waka. Op de 10 kilometer eindigt ze meestal op de eerste of tweede plaats. In 2017 raakte ze buiten bewustzijn bij de finish op de 10 kilometer van de Hakrinbank. Ter observatie in het ziekenhuis bleek er niets ernstigs aan de hand. Ze is recordhouder van Suriname op de 5 kilometer die ze in 2011 met 19:01.5 in Rio de Janeiro liep.
Ze vertegenwoordigde Suriname meermaals in het buitenland. In maart 2012 won ze op de 1500 meter in Bermuda en een maand later de 10 kilometer van Saint-Laurent in Frans-Guyana; in september 2016 werd ze in Saint-Laurent tweede op de halve marathon. In 2015 was ze een van de twee studenten van de Anton de Kom Universiteit (AdeKUS) die werden afgevaardigd naar de Universiade in Gwangju, Zuid-Korea. Verder kwam ze uit tijdens de CARIFTA Games, Inter-Guyanese Spelen, de South-American 10K Classic, de Islamitische Solidariteitsspelen en de Caricomloop. In 2020 was ze drie maanden op trainingsstage in Nederland bij de AV 1923 in het Olympisch Stadion in Amsterdam.
In 2019 werd ze uitgeroepen tot Atlete van het Jaar.

### Studie en ambities
In 2017 slaagde ze aan de AdeKUS voor haar bachelorgraad in bestuurskunde (public administration). In het schooljaar 2017/2018 studeerde ze voor haar mastergraad in sportmanagement aan de Russische Internationale Olympische Universiteit. Hiervoor had ze een beurs ontvangen op voordracht van het Universitair Sport Bureau.
In 2015 was ze op plaats 12 kandidaat voor de Amazone Partij Suriname (APS) tijdens de verkiezingen van 2015. Haar partij behaalde toen geen zetels. Politieke ambities bleef ze houden. In een interview in 2018 vertelde ze dat ze ooit minister van Sportzaken wil worden.
In juni 2019 behoorde ze naast de taekwondoka Tosh van Dijk en de atleet Miguel van Assen tot de drie topsporters die een baan aangeboden kregen op het ministerie van Sport- en Jeugdzaken. In september 2022 werd ze moeder van een tweeling. Ze woont op dat moment met haar partner in België.